# Pervomaiski (Prikubanski)
Pervomaiski - Первомайский (rus) és un poble del krai de Krasnodar, a Rússia. Es troba a la vora dreta del riu Kuban. És a 16 km al sud-est de Novokubansk i a 176 km a l'est de Krasnodar. Pertany al possiólok de Prikubanski.